# Куромша (нижний приток Юга)
Это статья о нижнем притоке реки Юг, статью о верхнем притоке см. здесь
Куромша, Курошма — река в России, протекает в Великоустюгском районе Вологодской области. Устье реки находится в 57 км по левому берегу реки Юг. Длина реки составляет 24 км.
Исток реки находится в заболоченном лесу в 3 км к западу от границы с Кировской областью, в 7 км к востоку от деревни Мякинницыно и в 20 км к юго-востоку от села Усть-Алексеево. Генеральное направление течения — северо-запад, русло извилистое. 
Долина реки преимущественно лесистая, в среднем течении река протекает деревни Варженская Заимка и Деревенька. В нижнем течении выходит на безлесую пойму реки Юг, где протекает деревню Конаново. Именованных притоков не имеет. Впадает в Юг в 5 км к востоку от села Усть-Алексеево. Ширина реки на всём протяжении не превышает 10 м.

## Данные водного реестра
По данным государственного водного реестра России и геоинформационной системы водохозяйственного районирования территории РФ, подготовленной Федеральным агентством водных ресурсов:
- Бассейновый округ — Двинско-Печорский
- Речной бассейн — Северная Двина
- Речной подбассейн — Малая Северная Двина
- Водохозяйственный участок — Юг
- Код водного объекта — 03020100212103000011658